# سفارة السودان في المملكة المتحدة
سفارة السودان في لندن هي البعثة الدبلوماسية للسودان في المملكة المتحدة.
في عام 2013، كانت السفارة موقعًا للاحتجاج بعد حملة قمع ضد المتظاهرين في الاحتجاجات السودانية في الخرطوم الذين عارضوا قطع دعم الوقود.
للتواصل:-
Phone:-+442078398080

## معرض صور

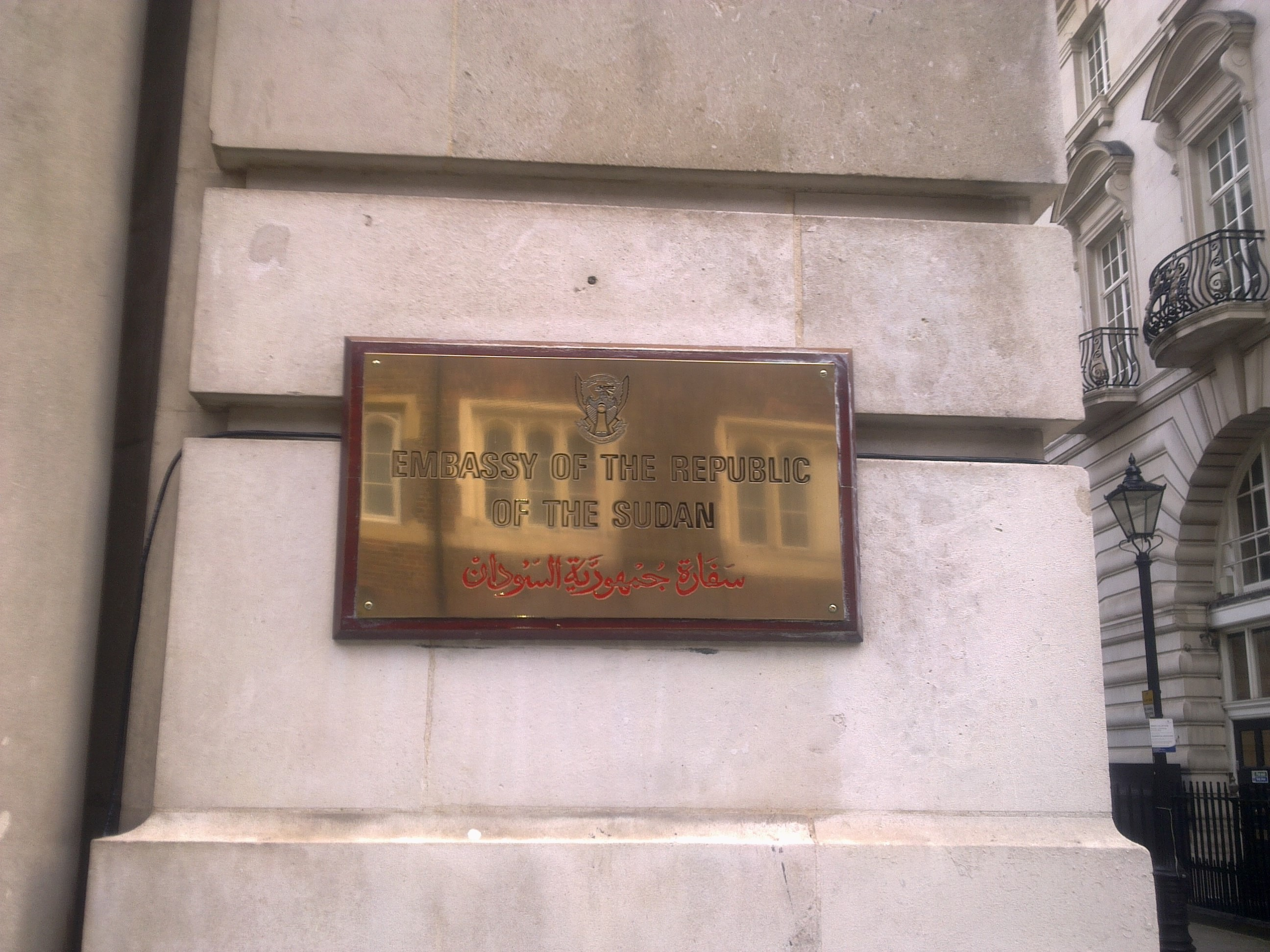
لوحة خارج السفارة باللغتين العربية والإنجليزية تصور شعار السودان
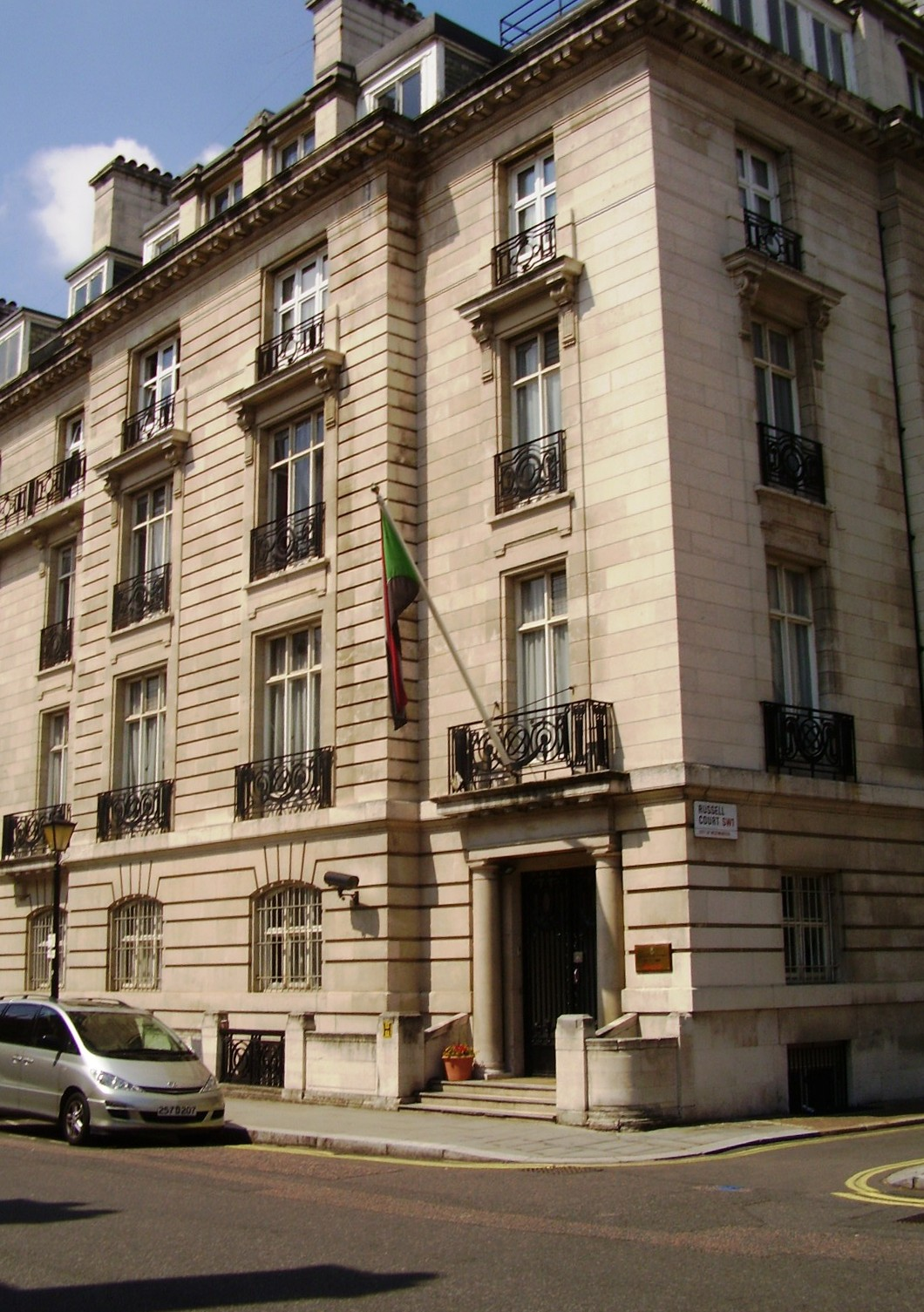
السفارة

## روابط خارجية
- موقع رسمي